# Sonata para piano n.º 10 (Mozart)
La Sonata para piano n.º 10 en do mayor, K. 330 (300h), es una sonata para piano compuesta por Wolfgang Amadeus Mozart. Se trata de la obra que abre el ciclo de sonatas para piano KV 330-KV 331-KV 332, compuestas en 1783, probablemente en Viena o Salzburgo durante la visita que hizo con su mujer, Constanze.

## Estructura
Consta de tres movimientos:
1. Allegro moderato.
2. Andante cantabile, en Fa mayor.
3. Allegretto.

### Primer movimiento
El primer movimiento es fundamentalmente calmado y silencioso, y en su interpretación se emplean unos cinco minutos.

### Segundo movimiento
El segundo movimiento ha suscitado preguntas sobre su conclusión, puesto que se ha perdido una parte del autógrafo, pero los editores lo han resuelto empleando una idea anterior de Mozart para reemplazar el fragmento vacío. Su interpretación dura aproximadamente cinco o siete minutos.

### Tercer movimiento
El tercer movimiento es el más enérgico y en él prevalece el uso de arpegios. Como sucede en el segundo movimiento, los últimos compases se han perdido. Su interpretación abarca entre tres y cinco minutos.